# Ciąża w bliźnie po cięciu cesarskim
Ciąża w bliźnie po cięciu cesarskim – najrzadsza forma ciąży ektopowej. Polega na zagnieżdżeniu zapłodnionej komórki jajowej w bliźnie mięśnia macicy po wykonanym wcześniej cięciu cesarskim. Występuje u około 1:2000 przypadków zdrowych ciąż po cięciu cesarskim. Mechanizm powstawania nie jest do końca poznany.

## Przyczyny
- cięcie cesarskie
- łyżeczkowanie jamy macicy
- operacje na macicy: miomektomia, histeroskopia
- ręczne wydobycie łożyska

## Rozpoznanie
- Badanie ultrasonograficzne 2D, 3D
- Rezonans magnetyczny[2]

## Leczenie
- terminacja ciąży w I trymestrze
- wyłyżeczkowanie jamy macicy lub odessanie jaja płodowego (zalecane do 7 tygodnia ciąży)[1]
- podanie metotreksatu, chlorku potasu bezpośrednio do jaja płodowego
- wykonanie laparotomii, histeroskopii[2]

## Ryzyko
Brak wykonania terminacji żywej ciąży w bliźnie mięśnia macicy wiąże się z ryzykiem pęknięcia macicy i masywnym krwotokiem oraz uszkodzeniem narządów miednicy mniejszej.